# Microtus oeconomus
Microtus oeconomus là một loài động vật có vú trong họ Cricetidae, bộ Gặm nhấm. Loài này được Pallas mô tả năm 1776.

## Hình ảnh

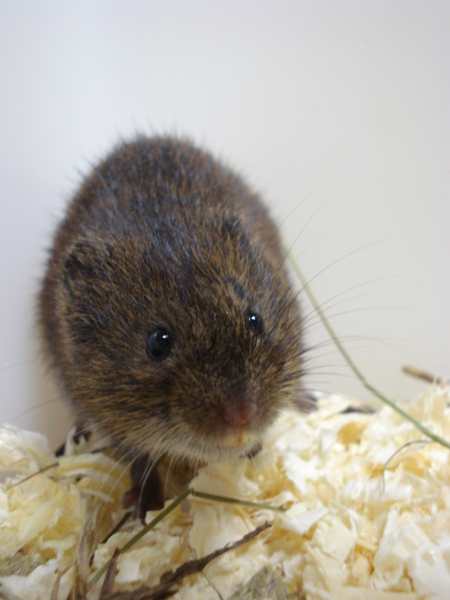
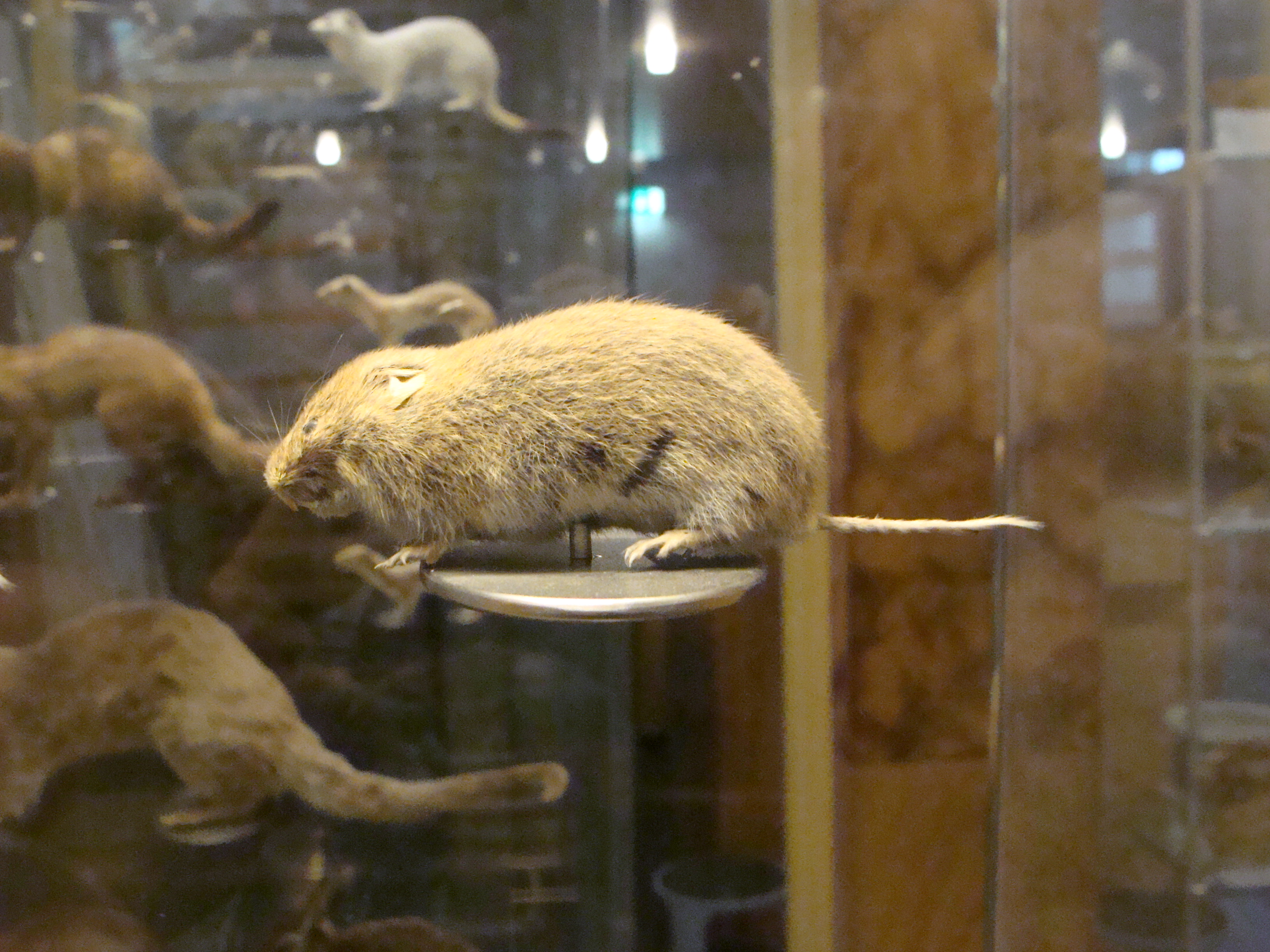
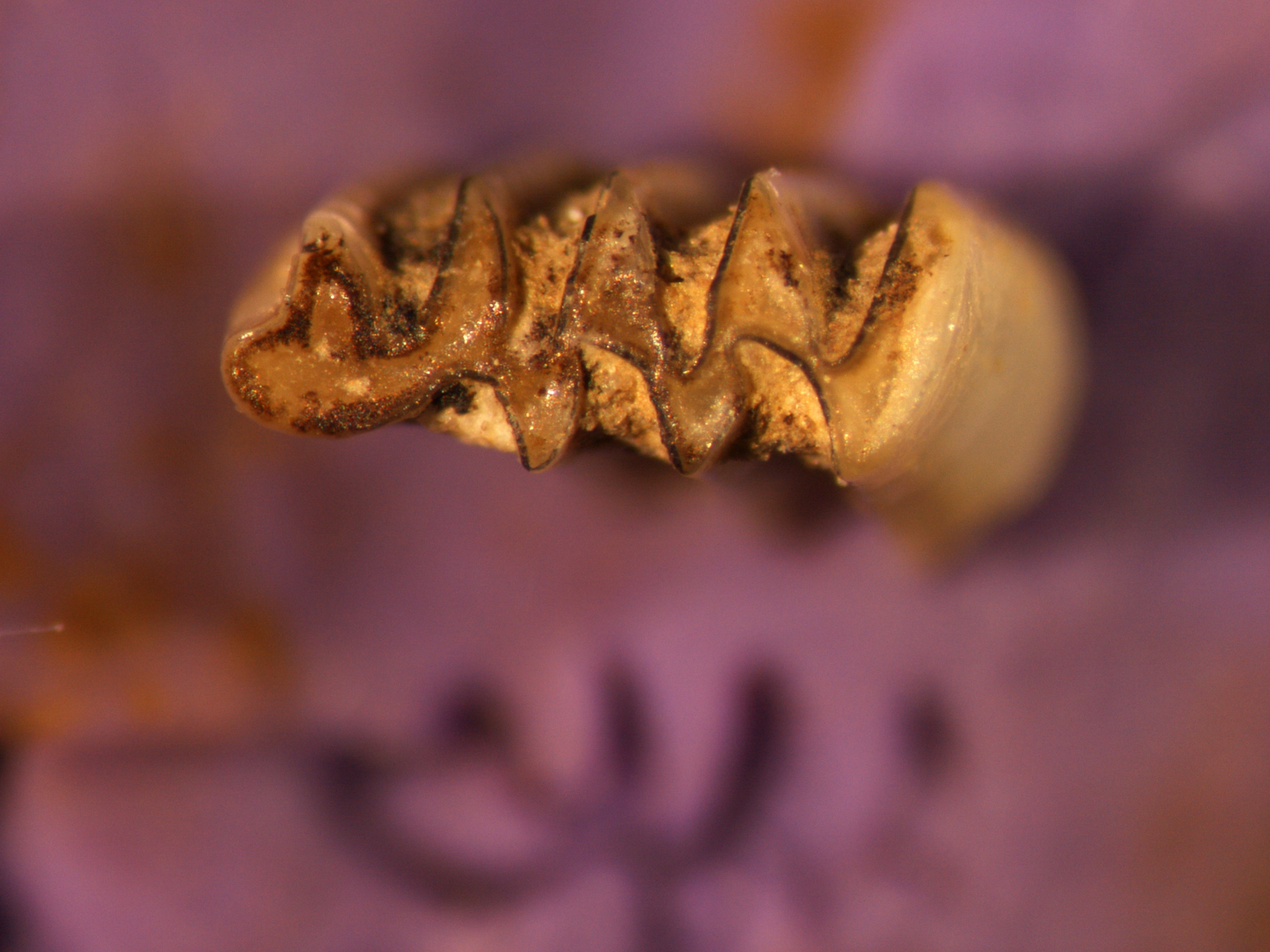
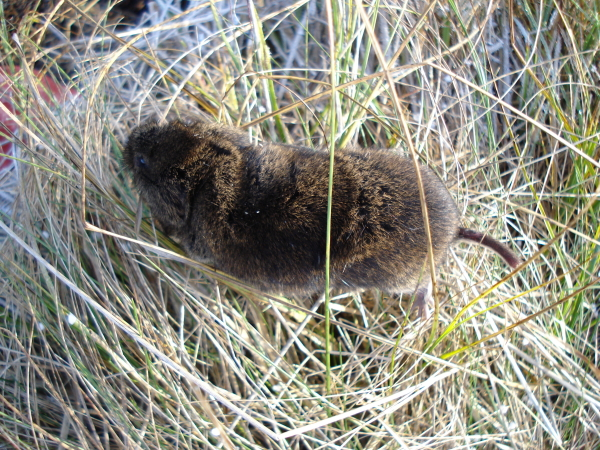